# Embraer Legacy 600

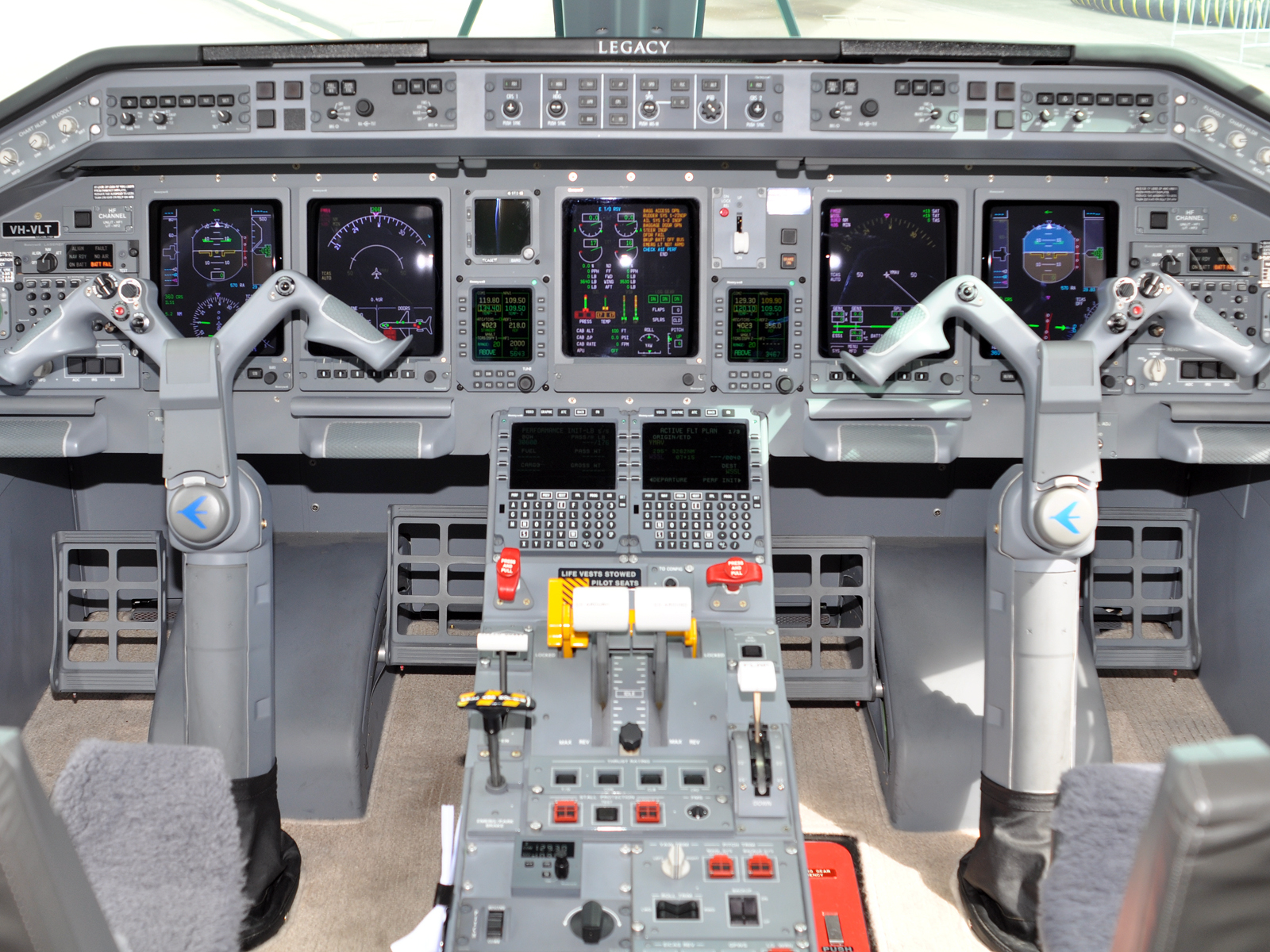
Cabina de mando

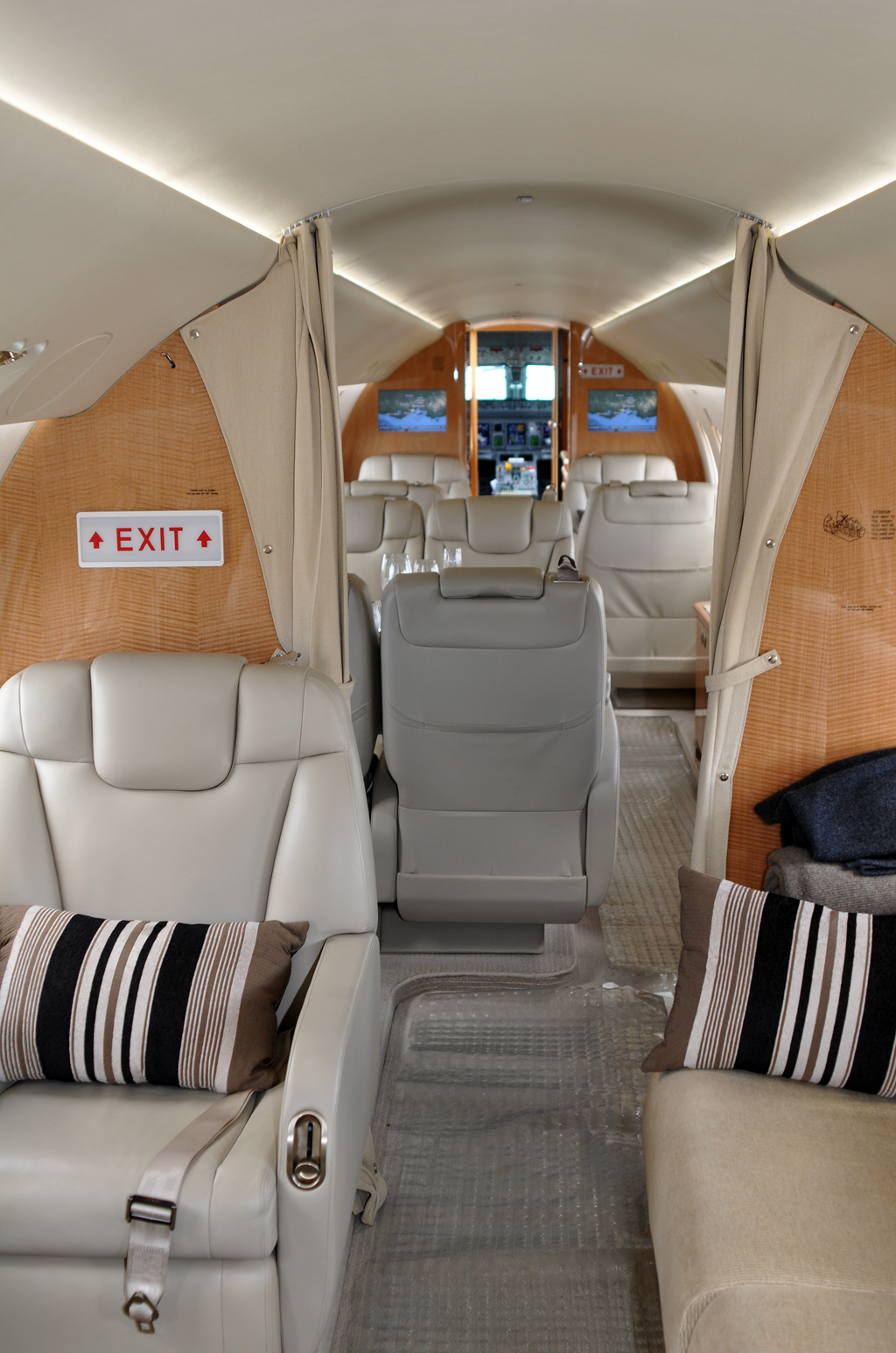
Interior

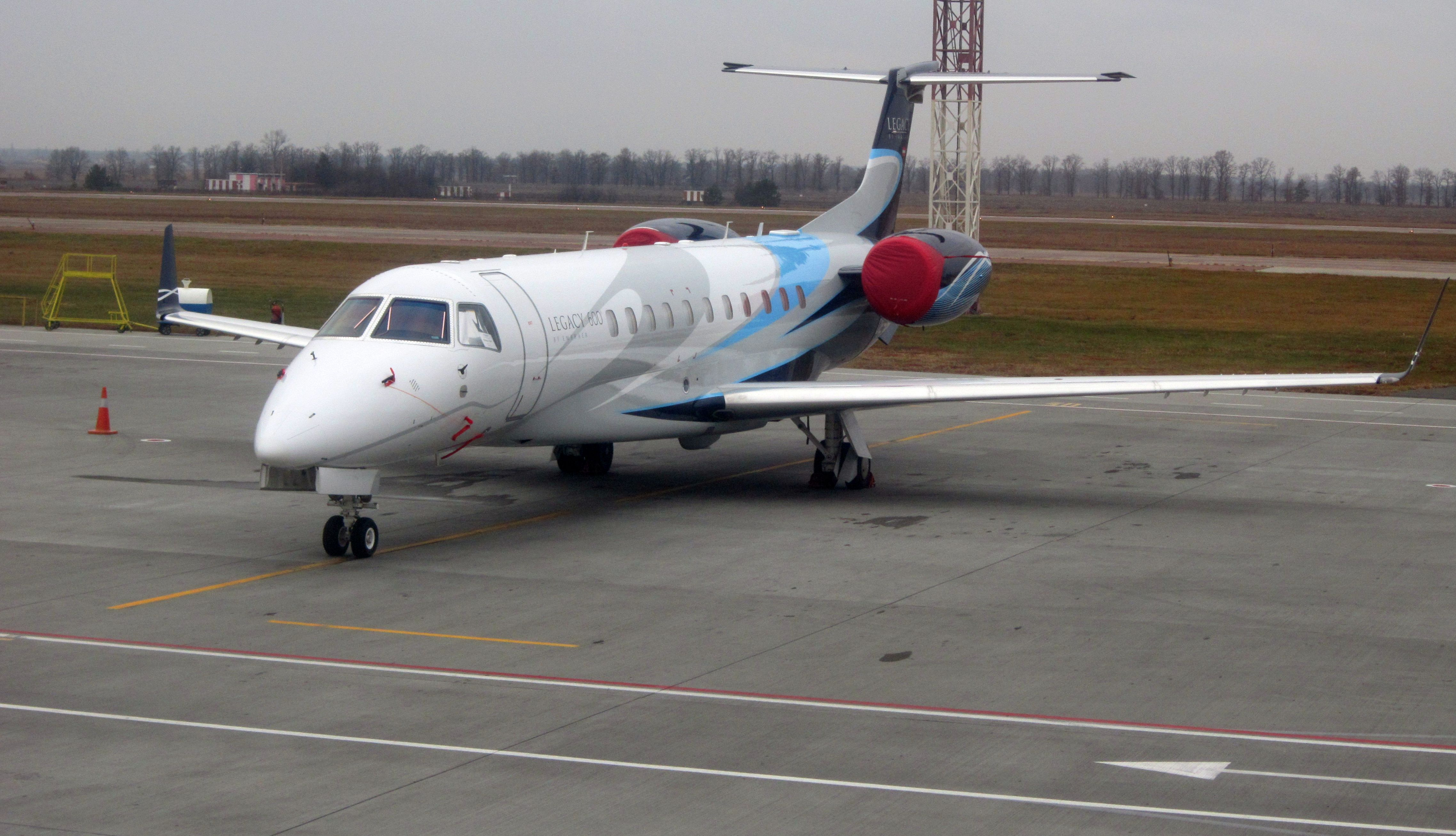
Un Embraer Legacy 600 en el Aeropuerto de Boryspil

El Embraer Legacy es un avión ejecutivo brasileño derivado de la familia de reactores comerciales ERJ-145 tipo Jet VIP. En concreto, el Legacy está basado en el modelo acortado ERJ-135, y se diferencia de él, por su depósito extra de combustible que incrementa su alcance y por las alas con winglets, similares a las del ERJ-145XR. Lanzado en 2000 en la Exposición Aérea de Farnborough, el Legacy es capaz de transportar 16 pasajeros de forma cómoda a 6019 km de distancia. Posteriormente, fue presentado el nuevo Legacy Shuttle, consistente en un avión con el alcance del Legacy y una configuración de cabina similar a la del ERJ-135. Este avión también pertenece a la Fuerza Aérea Colombiana (FAC) en la cual cumple misiones de transporte, que en algunos casos son misiones con el escuadrón presidencial.

## Detalles
El Legacy compite en el segmento más alto de los aviones ejecutivos tipo Jet VIP, de medio a largo alcance, y es curioso, que ha seguido una evolución de diseño a la inversa que su máximo competidor, el Canadair Challenger. El Legacy procede de la familia Embraer Regional Jet, mientras que los Canadair Regional Jet fueron desarrollados por Canadair-Bombardier a partir del avión ejecutivo Challenger. Al Legacy le siguieron otros aviones ejecutivos como el Phenom 300 o el Embraer Lineage 1000 para poder competir con Bombardier en todos los segmentos.
Hasta 2006 se han vendido 71 unidades del Legacy a 17 países. El avión es promocionado como "el balance ideal entre confort y coste"  y dispone de 16 confortables asientos en tres secciones, o espacio para entre 19 y 37 pasajeros siguiendo la configuración comercial en el caso del Legacy Shuttle. En la cabina de mando cabe destacar la aviónica informatizada Honeywell.
El Legacy 600 ha sido ofrecido a varios países como un avión de transporte de personal, avión de negocios y avión presidencial; de hecho cumple esta función en la República del Ecuador, República de Panamá y República de Honduras.

## Variantes
- Legacy 600
- Legacy 650

## Entregas
| Año                  | 2005 | 2006 | 2007 | 2008 | 2009 | 2010 | 2011 | 2012 | 2013 | 2014 | 2015 | 2016 | 2017 | 2018 |
| -------------------- | ---- | ---- | ---- | ---- | ---- | ---- | ---- | ---- | ---- | ---- | ---- | ---- | ---- | ---- |
| Número de entregados | 20   | 27   | 36   | 36   | 18   | 11   | 13   | 17   | 21   | 18   | 12   | 9    | 7    | 4    |

## Especificaciones

### Características generales
- Tripulación: 3 (piloto, copiloto y azafata opcional)
- Capacidad: 16 pasajeros
- Longitud: 26,33 m (86 pies y 5 pulgadas)
- Envergadura: 21,17 m (68 pies y 11 pulgadas)
- Altura: 6,76 m (22 pies y 2 pulgadas)
- Peso en vacío: 16000 kg (35274 lb)
- Peso máximo al despegue: 22500 kg (49604 lb)
- Motores: 2× turbofán Rolls-Royce AE 3007 con un empuje de 33.0 kN (7,420 lbf) cada uno

### Prestaciones
- Velocidad máxima: 834 km/h (450 nudos)
- Alcance: 6019 kilómetros
- Techo de vuelo: 12496 m (41000 pies)
- Relación empuje-peso: 0.42:1

### Desarrollos relacionados
- Embraer ERJ 145
- Embraer Phenom 100
- Embraer Phenom 300
- Embraer Legacy 450
- Embraer Legacy 500
- Embraer Lineage 1000

### Aeronaves similares
- Bombardier Challenger 850
- Bombardier Global Express
- Gulfstream III